# Relais 4 × 400 mètres féminin aux Jeux olympiques d'été de 2024
Pour des articles plus généraux, voir Athlétisme aux Jeux olympiques d'été de 2024 et Relais 4 × 400 mètres aux Jeux olympiques.
Navigation
Tokyo 2020 Los Angeles 2028
L'épreuve du relais 4 × 400 mètres féminin aux Jeux olympiques de 2024 se déroule les 9 et 10 août 2024 au Stade de France, au nord de Paris, en France.

## Records
Avant cette compétition, les records dans cette discipline étaient les suivants : 
| Record du monde  | Tatyana Ledovskaya, Olga Nazarova, Mariya Pinigina, Olga Bryzgina (URS) | 3 min 15 s 17 | Séoul | 1er octobre 1988 |
| Record olympique | Tatyana Ledovskaya, Olga Nazarova, Mariya Pinigina, Olga Bryzgina (URS) | 3 min 15 s 17 | Séoul | 1er octobre 1988 |

## Qualifications
| Équipes qualifiées lors des Relais mondiaux 2024                                                                                                   |
| --- |
| - Italie - Canada - Irlande - Grande-Bretagne - Pologne - France - États-Unis - Norvège - Belgique - Espagne - Pays-Bas - Suisse - Jamaïque - Inde |

## Programme
| Date            | Horaire | Manche       |
| --------------- | ------- | ------------ |
| Vendredi 9 août | 10 h 00 | Premier tour |
| Samedi 10 août  | 18 h 30 | Finale       |

## Médaillées
| Or         | Argent   | Bronze          |
| États-Unis | Pays-Bas | Grande-Bretagne |

## Résultats

### Premier tour
Les 3 premières de chaque série (Q) et les 2 meilleurs temps (q) se qualifient pour la finale. 
| Rang | Couloir | Pays            | Athlète                                                                  | Temps   | Notes |
| ---- | ------- | --------------- | ------------------------------------------------------------------------ | ------- | ----- |
| 1    | 6       | États-Unis      | Quanera Hayes, Shamier Little, Aaliyah Butler, Kaylyn Brown              | 3:21:44 | SB Q  |
| 2    | 7       | Grande-Bretagne | Yemi Mary John, Hannah Kelly, Jodie Williams, Lina Nielsen               | 3:24:72 | SB Q  |
| 3    | 8       | France          | Sounkamba Sylla, Shana Grebo, Alexe Déau, Amandine Brossier              | 3:24:73 | Q     |
| 4    | 4       | Belgique        | Hanne Claes, Imke Vervaet, Camille Laus, Helena Ponette                  | 3:24:92 | q     |
| 5    | 9       | Espagne         | Blanca Hervás, Berta Segura, Eva Santidrián, Carmen Avilés               | 3:28:29 |       |
| 6    | 5       | Norvège         | Josefine Tomine Eriksen, Astri Ertzgaard, Elisabeth Slettum, Amalie Iuel | 3:28:61 |       |
| 7    | 2       | Suisse          | Giulia Senn, Julia Niederberger, Annina Fahr, Yasmin Giger               | 3:29:75 |       |
| 8    | 3       | Cuba            | Melissa Padrón, Daily Cooper Gaspar, Sahily Diago, Roxana Gómez          | 3:33:99 |       |

| Rang | Couloir | Pays      | Athlète                                                                           | Temps   | Notes |
| ---- | ------- | --------- | --------------------------------------------------------------------------------- | ------- | ----- |
| 1    | 9       | Jamaïque  | Andrenette Knight, Ashley Williams, Charokee Young, Stephenie Ann McPherson       | 3:24:92 | SB Q  |
| 2    | 4       | Pays-Bas  | Eveline Saalberg, Lieke Klaver, Myrte van der Schoot, Lisanne de Witte            | 3:25:03 | Q     |
| 3    | 8       | Irlande   | Sophie Becker, Phil Healy, Kelly McGrory, Sharlene Mawdsley                       | 3:25:05 | Q     |
| 4    | 7       | Canada    | Zoe Sherar, Aiyanna Stiverne, Lauren Gale, Kyra Constantine                       | 3:25:77 | q     |
| 5    | 5       | Italie    | Ilaria Accame, Anna Polinari, Giancarla Trevisan, Alice Mangione                  | 3:26:50 |       |
| 6    | 6       | Pologne   | Anastazja Kuś, Justyna Święty-Ersetic, Aleksandra Formella, Alicja Wrona-Kutrzepa | 3:26:69 |       |
| 7    | 3       | Allemagne | Skadi Schier, Alica Schmidt, Mona Mayer, Eileen Demes                             | 3:26:95 |       |
| 8    | 2       | Inde      | Vithya Ramraj, Jyothika Sri Dandi, Machettira Raju Poovamma, Subha Venkatesan     | 3:32:51 |       |

### Finale

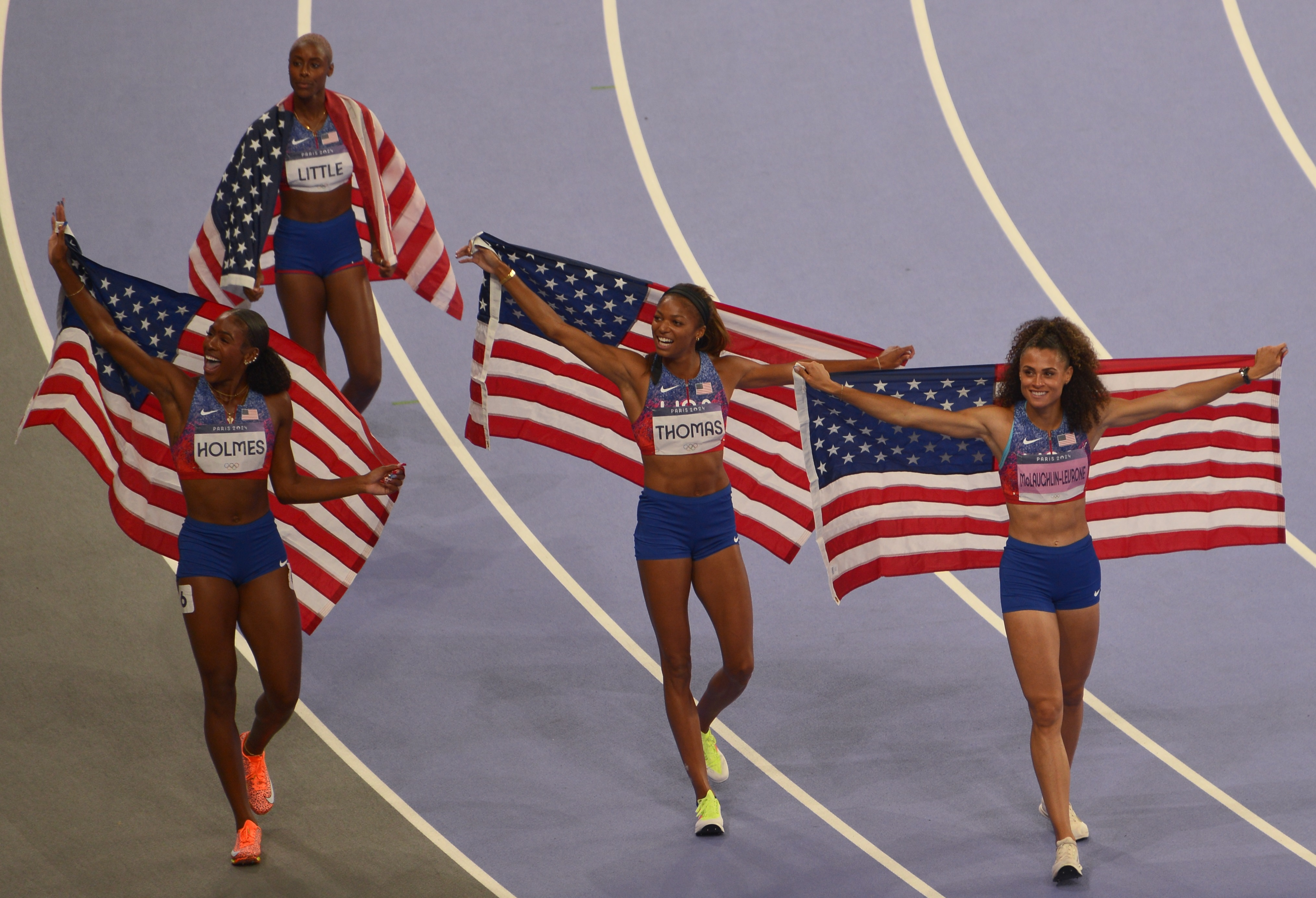
Célébration des Américaines après leur victoire

| Rang                                | Couloir | Pays            | Athlète                                                                    | Temps   | Notes |
| ----------------------------------- | ------- | --------------- | -------------------------------------------------------------------------- | ------- | ----- |
| Médaille d'or, Jeux olympiques      | 6       | États-Unis      | Shamier Little, Sydney McLaughlin-Levrone, Gabrielle Thomas, Alexis Holmes | 3:15:27 | AR    |
| Médaille d'argent, Jeux olympiques  | 5       | Pays-Bas        | Lieke Klaver, Cathelijn Peeters, Lisanne de Witte, Femke Bol               | 3:19:50 | NR    |
| Médaille de bronze, Jeux olympiques | 7       | Grande-Bretagne | Victoria Ohuruogu, Laviai Nielsen, Nicole Yeargin, Amber Anning            | 3:19:72 | NR    |
| 4                                   | 4       | Irlande         | Sophie Becker, Rhasidat Adeleke, Phil Healy, Sharlene Mawdsley             | 3:19:90 | NR    |
| 5                                   | 9       | France          | Sounkamba Sylla, Shana Grebo, Amandine Brossier, Louise Maraval            | 3:21:41 | NR L  |
| 6                                   | 2       | Canada          | Zoe Sherar, Savannah Sutherland, Kyra Constantine, Lauren Gale             | 3:22:01 | SB    |
| 7                                   | 3       | Belgique        | Naomi van den Broeck, Imke Vervaet, Hanne Claes, Helena Ponette            | 3:22:40 | SB    |
|                                     | 8       | Jamaïque        | Ashley Williams, Andrenette Knight, Shiann Salmon, Stephenie Ann McPherson | DNF     |       |

## Légende
Records et Performances
- AR : Record continental (area record)
- CR : Record des championnats (championship record)
- MR : Record du meeting (meet record)
- NR : Record national (national record)
- OR : Record olympique (olympic record)
- PR : Record paralympique (paralympic record)
- PB : Record personnel (personal best)
- SB : Meilleure performance personnelle de la saison (season's best)
- WL : Meilleure performance mondiale de l'année (world leader)
- WJR : Record du monde junior (world junior record)
- WR : Record du monde (world record)

Circonstances et Conditions
- DNF : N'a pas terminé (did not finish)
- DNS : N'a pas pris le départ (did not start)
- DQ : Disqualification (disqualification)
- NM : Aucun essai valable enregistré (No Mark)
- Q : Qualifié « directement » au prochain tour (ou à la prochaine compétition), lors d'une compétition majeure, grâce au classement ou à la réalisation des minima (automatic qualifier)
- q : Qualifié au prochain tour (ou à la prochaine compétition), lors d'une compétition majeure, grâce au repêchage ou à la réalisation de l'une des meilleures performances parmi celles des « non qualifiés directement » (grâce au meilleur temps ou à la meilleure distance par exemple) (secondary qualifier)